# 657
سنة 657 م كانت سنة بسيطة تبدأ يوم الأحد (الرابط يظهر نموذج التقويم الكامل للسنة) من التقويم اليولياني. بدأت تسمية السنة ب657 منذ العصور الوسطى المبكرة، عندما أصبح تقويم أنو دوميني هو الأسلوب السائد في أوروبا لتسمية السنوات.

## أحداث
- موقعة الجمل

## وفيات
- هند بن أبي هالة
- عمرو بن أبي عمرو
- أويس القرني المرادي
- إيجين الأول
- المهاجر بن خالد بن الوليد
- تميم بن مقبل
- خزيمة بن ثابت
- عبيد الله بن عمر بن الخطاب
- عمار بن ياسر صحابي من السابقين الأولين، ومن مشاهير الصحابة
- كلوفيس الثاني
- محرز بن حارثة
- يعلى بن أمية صحابي أسلم يوم فتح مكة